# Čhögjal Namkhai Norbu
Čhögjal Namkhai Norbu (tibetsky: ཆོས་རྒྱལ་ནམ་མཁའི་ནོར་བུ་; 8. prosince 1938 ve východním Tibetu – 27. září 2018 Merigar West, nad městečkem Arcidossem v Toskánsku v Itálii) byl učitel dzogčhenu.

## Život
Jeho otec pocházel ze šlechtické rodiny a pracoval jako vládní úředník v Derge. Ve věku dvou let byl Namkhai Norbu rozpoznán jako reinkarnace Adzom Drugpy (1841–1934), jednoho z velkých mistrů dzogčhenu začátku minulého století.
Duchovní vůdce školy Karma Kagjü Jeho svatost 16. Gjalwa karmapa a 11. Tai situ rinpočhe, pak rozpoznali osmiletého Norbu rinpočheho také jako inkarnaci mysli Lhodug Žabdrung rinpočheho, inkarnaci velkého mistra linie Drugpa Kagjü Pema Karpa a skutečného historického zakladatele Bhútánu.
Od osmi do dvanácti let studoval Čhögjal Namkhai Norbu v klášterní koleji Derge böntö nauky madhjámiky a jógačáry, později také významné tantry, indickou a čínskou astrologii, pradžnápáramitové sútry, logiku a světské nauky. Přijal také nauky školy Sákja. Se svým strýcem Orgdžen Tendzinem se pak odebral do ústraní meditační jeskyně a přijal od syna Adzom Drugpy cykly nauk Dordže Drolö, Longčhen Ňingthig a Gongpa zangthal. Jeho osobní učitel mu pak doporučil, aby vyhledal ženu z oblasti Kadari, živoucí ztělesnění samotné Vadžrajogíní, a přijal od ní iniciaci. Mistryně Aju Khandro Dordže Paldrön (1838–1953) byla přímou žačkou velkého Džamjang Khjence Wangpa a mistra Ňagla Pema Düdula. V té době jí bylo sto třináct let a v meditačním ústraní ve tmě již trávila padesát šest let. Norbu Rinpočhe od ní obdržel termy mysli Džamjang Khjence Wangpa a také její vlastní termy.
V roce 1954 byl pozván jako představitel tibetské mládeže na návštěvu lidové Číny a působil tam jako univerzitní instruktor tibetštiny. V této době přijal od známého Gangkar rinpočheho instrukce o šesti dharmách Náropy, mahámudře a tibetské medicíně. Současně se zdokonalil v čínštině a mongolštině.
V sedmnácti letech se na popud vize, kterou měl ve snu, vrátil do rodného kraje Derge, aby se setkal se svým hlavním mistrem, [Nyala Rinpoche Rigdzin Changchub Dorje] (1825–1961/1978), který byl žákem Adzom Drugpy, Ňagla Pema Düdula a Šardza rinpočheho, proslulého bönistického mistra dzogčhenu, který uskutečnil duhové tělo. Ňagla rinpočhe byl lékařem a vedl komunitu Ňaglagar. Norbu rinpočhe od něho obdržel esenciální nauky dzogčhenu - semde, longde a mengagde. Nejdůležitější však bylo, že od něj přijal přímé uvedení do zkušenosti dzogčhenu. Norbu rinpočhe zde strávil několik měsíců, asistoval mistrovi v lékařské praxi a sloužil mu jako písař a sekretář.
Pak se vydal na dlouhou pouť do středního Tibetu, Nepálu, Indie a Bhútánu. Když se vrátil do Derge, našel svou zemi v politickém úpadku. Uprchl do Sikkimu, kde pracoval jako autor a editor tibetských učebnic. V roce 1960 odešel na pozvání profesora Giuseppe Tucciho do Itálie.
Zde působil čtyři roky jako vědecký asistent v Institutu pro Střední a Dálný východ, nadále spolupracoval s Tuccim, pořádal semináře o tibetské józe, medicíně a astrologii.
V následujících čtyřiadvaceti letech působil jako profesor Orientálního institutu neapolské univerzity, kde učil tibetštinu, mongolštinu a kulturní dějiny Tibetu. Prováděl rozsáhlý výzkum historických kořenů tibetské kultury a pátral po literárních pramenech bönistické tradice. V roce 1983 předsedal první Mezinárodní konferenci o tibetské medicíně v Benátkách. Přes všechny tyto aktivity si našel čas na to, aby od roku 1976 vedl neformální meditační soustředění v mnoha zemích světa, i když podnětem pro to, aby začal učit, byly až opakované žádosti mistrů, jako např. 16. Gjalwa karmapy.
V posledních letech svého života se Namkhai Norbu rinpočhe plně věnoval Mezinárodní komunitě dzogčhenu, jejíž centra jsou již na všech kontinentech (kromě Antarktidy). Namkhai Norbu rinpočhe představoval nesektářský proud v tibetské tradici, který podporuje vzájemnou spolupráci všech mistrů. Nově budované celosvětové centrum je v Dzamling Garu, na jihu ostrova Tenerife, evropské centrum zůstává v Merigaru, v italských horách mezi Florencií a Římem. Zde učila celá řada mistrů všech škol, např. J.S. 14. dalajlama, J.S. Sákja Trinzin, J.S. Penor rinpočhe, Khandro rinpočhe, Sogjal rinpočhe, Tai Situ rinpočhe, Dugu Čhögjal rinpočhe, Lopön Tenzin Namdak, Ňičhang rinpočhe a mnozí další.
Čhögjal Namkhai Norbu je autorem mnoha knih o buddhismu, dzogčhenu, bönu a historii Tibetu, v češtině byly dosud vydány jeho knihy "Křišťál a cesta světla", "Zrcadlo", "Dzogčhen, přirozeně dokonalý stav" v nakladatelství DharmaGaia a "§Snová jóga a praxe přirozeného světla" v nakladatelství Avatar.
Na sklonku svého života (10. září 2018) byl Čhögjal Namkhai Norbu oceněn nejvyšším Řádem za zásluhy o Italskou republiku.

## Poznámka k titulu Namkhai Norbu Rinpočheho "Čhögjal"
Titul Čhögjal znamená "dharmarádža" neboli "král dharmy". Je jedním z titulů, jež byly uděleny Namkhai Norbu Rinpočhemu, když byl ještě jako dítě rozpoznán Jeho svatostí 16. Gjalwa Karmapou a jinými významnými tibetskými lamy jako reinkarnace velkého mistra Pema Karpa. Ten sjednotil celou řadu královských rodů a založil stát dnes nazývaný Bhútán. Pema Karpo a jeho pozdější reinkarnace se stali světskými a duchovními vládci této země. I když Čhögjal Namkhai Norbu není v žádném politickém svazku s Bhútánem, narodil se a vyrostl v Tibetu, jeho předchůdci měli v Bhútánu podobnou pozici jako dalajlamové v Tibetu. Namkhai Norbu rinpočhe nemá žádné politické ambice, ale jako inkarnace mysli Pema Karpa je držitelem titulu Čhögjal a manifestuje duchovní aspekt aktivity svých předchůdců ve změněných podmínkách moderního světa.
Čhögjal Namkhai Norbu byl také rozpoznán[zdroj?]jako reinkarnace velkého dzogčhenového mistra Adzom Drugpy, který žil na přelomu 19. a 20. století v Tibetu. Adzom Drugpa byl rovněž reinkarnací Pema Karpa. Má se za to, že proudy myslí dvou oddělených, ale simultánních reinkarnací Pema Karpa, jež se projevily jako dharmarádžové v Bhútánu a Adzom Drugpa v Tibetu, byly znovu sjednoceny v osobě Čhögjal Namkhai Norbua.